# Добродетелна дружина
Добродетелната дружина е обществено-политическа, подчертано русофилска организация на замогнали се български емигранти, на север от река Дунав – главно в Румъния и Русия. Добродетелната дружина съществува под различни наименования в периода 1853 – 1897, с различна степен на политическа активност.
Основатели, ръководители и идеолози на Добродетелната дружина, в най-активния ѝ период, са братята Евлоги и Христо Георгиеви.

## Възникване
Организирано българско русофилско общество в Букурещ е създадено през 1853 г. и е официално учредено на 9 март 1854 г. под името Средоточно българско попечителство „Епитропия“ от представители на заможните слоеве на българската емиграция във Влашко въз основа на съществуващия временен комитет „Епитропия“. Поставя си за цел да възглави освободителното движение на българския народ, както и дейността на българската емиграция в условията на започналата Кримска война (1853 – 1856). Дейността в крайна сметка се ограничава до набирането на български доброволци в помощ на руската армия. След като е призната официално от руското правителство, организацията създава свои поделения в редица градове – Браила, Галац, Плоещ и др. След преустановяване на войната дейността на организацията почти замира.

## Развитие
През 1862 г. Средоточно българско попечителство „Епитропия“ се конструира в Благотворително дружество – добродетелна дружина. Основатели са Евлоги и Христо Георгиеви, Георги Атанасович, Маринчо Бенли, Иван Бакалоглу и др. Макар че приема формата на благотворителна организация, то фактически си поставя и определени политически цели.
По външнополитическите въпроси Добродетелната дружина следва официалната политика на Русия. Така през 1862 година по инициатива на руското консулство организацията се опитва да унищожи критичната към Русия брошура на Георги Раковски „Преселение в Русия или руската убийствена политика за българите“.
По въпроса за освобождението на България от османско владичество Добродетелната дружина разчита главно на помощта на Русия и поради това не споделя възгледите на представителите на българската революционна емиграция в Румъния. Вследствие на това Добродетелната дружина често влиза в остри противоречия с тях. В отделни случаи обаче при благоприятно изменение на политическата обстановка на Балканите тя подпомага действията на българските революционери.
През 1866 – 1867 г. в съответствие с плановете на руската дипломация по Източния въпрос Добродетелната дружина се насочва към сближаване с правителствота на Сърбия. За целта се разработва специална „Програма за политическите отношения на сърбо-българите (българо-сърбите) или на тяхното сърдечно отношение“. В нея се предвижда създаването на голяма славянска държава от сърби и българи, която да има общо правителство и Народно събрание. За княз на тази държава е посочен сръбският княз Михаил Обренович. За осъществяването на тази програма Добродетелната дружина предприема стъпки за създаване на революционно брожение в България и оказва материална помощ за формиране на четите на Панайот Хитов и Филип Тотю. През есента на същата година подпомага и организирането на Втората българска легия в Белград.
След неуспеха на плана Добродетелната дружина се насочва към сближаване с Османската империя. През 1869 г. Добродетелната дружина се обявява за създаване на българо-турска дуалистична държава по подобие на Австро-Унгария, при която турският султан да бъде провъзгласен и за български цар. След неуспеха и на това начинание Добродетелната дружина отново се оставя да бъде тласкана от руската дипломация, без да разгръща каквато и да е по-съществена дейност. Понася критики и противопоставяне от промасонската организация „Млада България“ във вестник „Тъпан“, а също така Христо Ботев и Любен Каравелов. Макар и да не прекратява своето съществуване и след Освобождението, тя не играе вече никаква роля в политическия живот на българите, останали в Румъния. Престава формално да съществува след смъртта на Евлоги Георгиев през 1897 г.